# Verdienter Angehöriger der Nationalen Volksarmee
Verdienter Angehöriger der Nationalen Volksarmee war eine staatliche Auszeichnung  der Deutschen Demokratischen Republik (DDR), welche in Form eines Ehrentitels mit Urkunde und einer tragbaren Medaille verliehen wurde. 

## Beschreibung
Gestiftet wurde er am 14. November 1975 und erstmals am 20. Februar 1976 verliehen. Die Verleihungshöchstzahl war auf nur 20 Träger jährlich begrenzt und konnte nur einmal an ein und dieselbe Person verliehen werden. Mit dem Ehrentitel konnten Angehörige der NVA für hervorragende Verdienste geehrt werden, wenn diese Verdienste zu einer Erhöhung der Kampf- und Gefechtsbereitschaft der NVA geführt hatten.

## Medaille zum Ehrentitel

### Aussehen
Die vergoldete Medaille mit einem Durchmesser von 35 mm zeigt auf ihren Avers mittig das große Staatswappen der DDR (Durchmesser 14,5 mm) auf roten Untergrund. Um das Wappen herum ist die Umschrift: FÜR DEN SCHUTZ DER ARBEITER UND BAUERNMACHT zu lesen. Der anschließende Medaillenrand wird von einem großen goldenen Lorbeerkranz bedeckt, auf dem unten zwei gekreuzte Dolche gelegt sind. Das Revers der Medaille zeigt die vierzeilige Inschrift: 

### Trageweise
Getragen wurde die Medaille auf der linken oberen Brustseite an pentagonaler Spange mit silbergrauem bezogenem Ordensband und aufgelegter goldener Lorbeergruppe. In das Band selber sind je zwei senkrechte rote  Streifen eingewebt von denen der Äußere 0,5 mm und der innere 2 mm breit ist. Der Abstand vom Saum beträgt bis zum ersten inneren Streifen 3 mm, wobei sich der zweite Streifen anschließend 0,5 mm weiter anschließt. Die Interimsspange ist von gleicher Beschaffenheit und zeigt ebenfalls mittig die golden aufgelegte Lorbeergruppe als Miniatur.